# Ancistrocerus lucasius
Ancistrocerus lucasius är en stekelart som beskrevs av Maurice Maindron 1882. Ancistrocerus lucasius ingår i släktet murargetingar, och familjen Eumenidae. Inga underarter finns listade i Catalogue of Life.